# Isidoro Gil de Jaz
Isidoro Gil de Jaz (Sangüesa, Navarra 11 de abril de 1703-Madrid, 22 de abril de 1765) fue un jurista, oidor del Consejo del Reino de Navarra (1736), regente de la Audiencia de Asturias y presidente de la Audiencia de Granada, consultor del Real y Supremo de Castilla, asesor en el de Guerra y presidente de la Real Junta de La Habana. Es hermano de José Gil de Jaz, que fuera catedrático y rector de la Universidad de Orihuela.

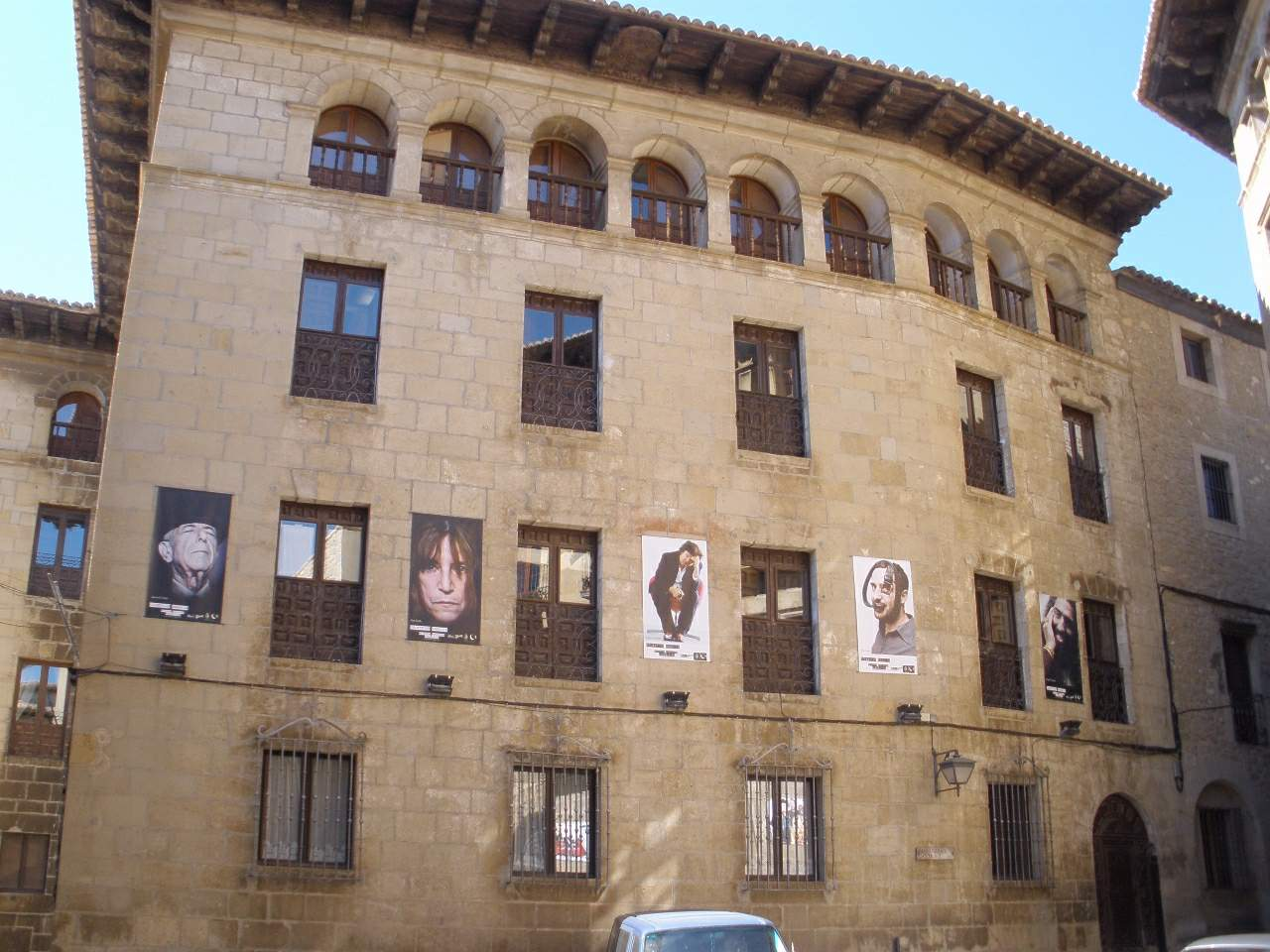
Colegio de “Isidoro Gil de Jaz” en Sos del Rey Católico

## Biografía
Hijo de José Gil y Fernández y de Úrsula-Babila de Jaz y Sos. Fue bautizado en Sangüesa el 11 de abril de 1703, pero pronto la familia se traslada a vivir a Sos del Rey Católico, de donde procedían y donde el padre desempeña, entre 1708 y 1709, el cargo de administrador de aduana mientras se sucede la Guerra de Sucesión entre Carlos de Austria y Felipe de Borbón y mientras ejerce su cargo, en 1711, perdió la vida. Su tío, Martín de Jaz, canónigo de la Catedral de Barbastro y vicario general del obispo será su valedor al tiempo que influencia en su vocación cristiana. 
Tras cursos estudios iniciales en Sos, estudió durante tres años Artes y Filosofía en la Universidad de Zaragoza, en 1718 recibió órdenes menores pero después decidió seguir la carrera de Jurisprudencia Civil e ingresó en el Colegio de San Vicente de Huesca, en cuya universidad se licenció en Leyes.

### En el Madrid de los Borbones (1722-1736)
En 1722, en Madrid, oposita con éxito al cargo de abogado del Consejo Supremo de Castilla, ejerció, tras ello, como abogado de grandes nobles de la Corte e ingresó en 1729 en el Colegio de Abogados de Madrid. Fue también nombrado asesor del Real Protomedicato en 1730. 

### En Navarra (1736-1749)
El 6 de septiembre de 1736 fue nombrado por Felipe V Oidor del Consejo de Navarra. En Pamplona toma posesión del cargo el 5 de octubre y mantuvo una larga estancia de trece años durante la cual se ocupó de diferentes comisiones. Así logró mayor seguridad interna e inició una política de repoblación forestal, además de que fue encargado por el Consejo de Navarra para preparar los funerales por la muerte de María Luisa Isabel de Orleans.

### En Asturias (1749-1754)
El 2 de julio de 1749, es nombrado por Fernando VI regente de la Audiencia de Oviedo. Durante los seis años de su regencia en Asturias, fue varia y abundante la labor realizada: promovió la construcción y reparación de puertos, caminos, puentes y carreteras, figurando entre los primeros el muelle de Gijón, y entre las últimas, la que conducía a dicha villa y la del puerto de Pajares que, iniciada como una "pedrera" a principios del siglo XVI por el obispo Diego de Muros, fue notablemente mejorada por Gil de Jaz, hasta que Campomanes logró convertirla en Real carretera de León. También parece que se ocupó en la reorganización de los servicios de Correos y estafetas. Pero su obra trascendental fue proponer, primero al rey Fernando VI en 1751, y llevar a cabo después, inmediatamente, el proyecto de un "Hospicio y Hospital de Huérfanos, Expósitos y Desamparados", al objeto de "reducir al trabajo a los pobres sanos", "recoger a los huérfanos y expósitos" y "doctrinar y hacer laboriosos en parte a los inválidos", ambición ésta que en nada difiere de la moderna y eficaz "recuperación de inválidos", tan en auge entre los americanos; de tal forma que el pensamiento de Gil de Jaz no era sólo cuidar de la manutención y educación de los acogidos, sino instruirlos adecuadamente para su colocación en distintos empleo, industrias u oficios. A esa industria artesanal, fomentada concretamente por el Hospicio ovetense, se refiere Madoz en su Diccionario, pero ya medio siglo antes Jovellanos parece aludir a ella cuando en su VII carta a Ponz le dice: "se ha adelantado bastante el tejido de lienzos y he visto bellas cotonias, colchas, mantelerías, panas, y otros géneros de excelente calidad y apariencia fabricados en Oviedo". 
Comenzó a funcionar la fundación en el antiguo hospital de San Lázaro de Oviedo, pero no bastando este edificio, empezó a construirse el 11 de mayo de 1752 el actual -tan bello y suntuoso- inaugurado parcialmente el 7 de septiembre de 1754. La hermosa fachada principal, rematada por un estupendo escudo barroco es obra del genial arquitecto asturiano Pedro Antonio Menéndez de Ambás. El edificio, vastísimo, tenía cuatro pisos amplios con galerías interiores y escaleras de variado valor arquitectónico. Hoy, pese al cubrimiento de algún patio, a los sótanos creados y a tantas y tantas modificaciones e instalaciones lujosas al servicio de la industria instalada, el conjunto sigue pareciendo el mismo de antes, aunque sumido en un sueño de Las mil y una noches.

### Chancillería de Granada y Ministro del Consejo de Castilla (1754-1755)
A inicios de 1752 fue promovido a la presidencia de la Chancillería de Granada, aunque permaneció en Asturias sin llegar a tomar posesión. El 22 de agosto recibe honores y sueldo de Ministro del Consejo de Castilla. No hizo efectiva la ocupación de esta plaza hasta 1754, cuando queda una plaza vacante por deceso de su titular.
El Rey, sabedor de la gran labor que había acometido en Oviedo, consintió otorgarle nuevo nombramiento para esta Regencia, posesionándose de ella -segunda vez- el 28 de octubre de 1752, año en el que redactó las Ordenanzas para el régimen y gobierno del Hospicio, modelo de constituciones, tanto en materia administrativa, como por las interesantes doctrinas político-jurídicas que contienen. 
En 1753 se le encarga la negociación con la Santa Sede de parte del Concordato firmado ese año.

### Consejero de Castilla, Asesor de Guerra y demás cargos (1755-1765)
Continuó Gil de Jaz como regente de Asturias hasta 1755, año en que el Rey, en atención a sus méritos, le nombró Ministro de los Consejos Supremos de Castilla y Guerra. Fue también, en Madrid, asesor de los Reales Cuerpos de Guardias de Corps, de Infantería española y valona, presidente de la Junta de la Compañía de La Habana, etc.
Cuando el Inquisidor General de España, Manuel Quintano Bonifaz, fue desterrado por condenar una obra del abad Mesenghi sin dar cuenta al rey, Gil de Jaz se encontró entre los ocho ministros que aconsejaron a Carlos III en su Decreto de 17 de noviembre de 1761 por el que, en defensa de la regalía, estaba prohibido publicar un breve, bula o carta pontificia, que tocase a establecer ley o regla de observancia general sin ser vista y examinada por el rey. 
Fue también notoria su intervención en las funciones de los secretarios de las Capitanías Generales en el siglo XVIII durante los años 1761-1762.
El 25 de agosto de 1760, fundó y dotó Gil de Jaz a sus expensas el Colegio de las Escuelas Pías de Sos, al que instituyó heredero universal de sus bienes y al cual, después de muerto, fueron todas sus alhajas, Representaciones, Ordenanzas, Memoriales, etc. impresos y manuscritos. Sus restos descansan en la capilla de dicho colegio.

## Reconocimientos
- Desde 1760, existe en Sos del Rey Católico un “Colegio Isidoro Gil de Jaz”, junto con una Fundación Gil de Jaz en el edificio que fue residencia familiar.
- Desde el 28 de mayo de 1887, por decreto del Ayuntamiento de Oviedo, tiene calle con su nombre junto al edificio del Hospicio.[1]
- En la localidad de Sangüesa también se puede encontrar una calle con su nombre.

## Obras
- “Nobleza del Reino de Navarra mandado recopilar por don Isidoro Gil de Jaz” (6 vols. manuscritos) [ms., ed., Pamplona, Boletín de la Comisión de Monumentos Históricos y Artísticos de Navarra, 1927].[6]
  - Se puede consultar una separata en línea en el servicio público de BiNaDi: «Libro primero de la nobleza del Reino de Navarra en que se comprehenden las familias, que por su calidad y servicios llebaban acostamientos de las rentas reales de su Magestad / mandado recopilar por Don Isidoro Gil de Jaz».

- "Nos los Oydores de el Tribunal de la Camara de Comptos R[eale]s y Juezes de Finanzas, del Consejo de Su Mag[estad] en este Reyno de Navarra". Pamplona, 7 de marzo de 1737. Que trata sobre las ordenanzas del arrendamiento de las Tablas Reales del Reino de Navarra.
- “Representacion, que hacen al Rey nuestro Señor el Virrey, Regente, y Consejo Supremo de Navarra en respuesta a un manifiesto anonymo, dado al publico con orden del... obispo de Pamplona, y el cavildo de su iglesia cathedral en razon de los procedimientos respectivos, que se practicaron en las... exequias de... Doña Maria Ana de Neoburq”, Pamplona, 1740;

- “Ordenanzas aprobadas por S. M. para el Hospicio de Oviedo”, Oviedo, 1752.